# Ráckeve
Ráckeve (Serbskie Keve) – miasto na Węgrzech, w komitacie Pest, siedziba władz powiatu Ráckeve. Leży na wyspie Czepel na Dunaju.

## Historia
Serbska nazwa miasta czyli Górny Kowin nieprzypadkowo nawiązuje do serbskiego Kovina ponieważ miasto zostało założone w XV wieku przez serbskich uciekinierów z tego miasta przed inwazją turecką.
Sto lat później również Górny Kowin trafił pod władanie sułtana co przyczyniło się do upadku miasta. Po odejściu Turków wyludnione miasto i wyspa Czepel trafiła w ręce Eugeniusza Sabaudzkiego, któremu zawdzięcza istnienie barokowego pałacu.
Obecnie miasto zamieszkuje znikoma liczba Serbów.

## Zabytki
- kościół Serbskiego Kościoła Prawosławnego - najstarszy kościół prawosławny na Węgrzech zbudowany w 1487 roku.

## Miasta partnerskie
- Baktalórántháza
- Calden
- Ciumani
- Kovin